# Temporada 1997-98 de Los Angeles Lakers
La temporada 1997-98 fue la quincuagésima de los Lakers en la NBA, y la trigésimo octava en su ubicación en Los Ángeles, California. La temporada regular acabaron con 61 victorias y 21 derrotas, ocupando el tercer puesto de la Conferencia Oeste, clasificándose para los playoffs, en los que cayeron en las finales de conferencia ante Utah Jazz.

## Elecciones en elDraft
| Ronda | Puesto | Jugador      | Posición | Nacionalidad   | Universidad/Club |
| ----- | ------ | ------------ | -------- | -------------- | ---------------- |
| 2     | 52     | DeJuan Wheat | Base     | Estados Unidos | Louisville       |
| 2     | 54     | Paul Rogers  | Pívot    | Australia      | Gonzaga          |

## Temporada regular
| División Pacífico        | División Pacífico | División Pacífico | División Pacífico | División Pacífico | División Pacífico | División Pacífico | División Pacífico | División Pacífico |
| Equipo                   | G                 | P                 | %                 | PD                | Casa              | Fuera             | Div               |                   |
| ------------------------ | ----------------- | ----------------- | ----------------- | ----------------- | ----------------- | ----------------- | ----------------- | ----------------- |
| y-Seattle SuperSonics    | 61                | 21                | .744              | –                 | 35–6              | 26–15             | 19–5              |                   |
| x-Los Angeles Lakers     | 61                | 21                | .744              | –                 | 33–8              | 28–13             | 16–8              |                   |
| x-Phoenix Suns           | 56                | 26                | .683              | 5                 | 30–11             | 26–15             | 17–7              |                   |
| x-Portland Trail Blazers | 46                | 36                | .561              | 15                | 26–15             | 20–21             | 14–10             |                   |
| Sacramento Kings         | 27                | 55                | .329              | 34                | 21–20             | 6–35              | 6–18              |                   |
| Golden State Warriors    | 19                | 63                | .232              | 42                | 12–29             | 7–34              | 6–18              |                   |
| Los Angeles Clippers     | 17                | 65                | .207              | 44                | 11–30             | 6–35              | 6–18              |                   |

## Playoffs

### Primera ronda
Los Angeles Lakers  vs. Portland Trail Blazers
| Fecha       | Partido                                            | Ciudad    |
| ----------- | -------------------------------------------------- | --------- |
| 24 de abril | Los Angeles Lakers 104, Portland Trail Blazers 102 | Inglewood |
| 26 de abril | Los Angeles Lakers 108, Portland Trail Blazers 99  | Inglewood |
| 28 de abril | Portland Trail Blazers 99, Los Angeles Lakers 97   | Portland  |
| 30 de abril | Portland Trail Blazers 99, Los Angeles Lakers 110  | Portland  |
|             | Los Angeles Lakers gana las series 3-1             |           |

### Semifinales de conferencia
Seattle SuperSonics  vs. Los Angeles Lakers
| Fecha      | Partido                                         | Ciudad    |
| ---------- | ----------------------------------------------- | --------- |
| 4 de mayo  | Seattle SuperSonics 106, Los Angeles Lakers 92  | Seattle   |
| 6 de mayo  | Seattle SuperSonics 68, Los Angeles Lakers 92   | Seattle   |
| 8 de mayo  | Los Angeles Lakers 119, Seattle SuperSonics 103 | Inglewood |
| 10 de mayo | Los Angeles Lakers 112, Seattle SuperSonics 100 | Inglewood |
| 12 de mayo | Seattle SuperSonics 95, Los Angeles Lakers 110  | Seattle   |
|            | Los Angeles Lakers gana las series 4-1          |           |

### Finales de conferencia
Utah Jazz  vs. Los Angeles Lakers
| Fecha      | Partido                              | Ciudad         |
| ---------- | ------------------------------------ | -------------- |
| 16 de mayo | Utah Jazz 112, Los Angeles Lakers 77 | Salt Lake City |
| 18 de mayo | Utah Jazz 99, Los Angeles Lakers 95  | Salt Lake City |
| 22 de mayo | Los Angeles Lakers 98, Utah Jazz 109 | Inglewood      |
| 24 de mayo | Los Angeles Lakers 92, Utah Jazz 96  | Inglewood      |
|            | Utah Jazz gana las series 4-0        |                |

## Estadísticas

### Temporada regular
| Rk | Jugador          | Edad | Pos. | P  | PT | MP   | TC   | TCI  | %TC  | T3  | T3I | %T3  | TL  | TLI  | %TL  | RO  | RD  | RT   | AS  | RB  | TAP | BP  | FP  | PTS  |
| -- | ---------------- | ---- | ---- | -- | -- | ---- | ---- | ---- | ---- | --- | --- | ---- | --- | ---- | ---- | --- | --- | ---- | --- | --- | --- | --- | --- | ---- |
| 1  | Eddie Jones      | 26   | SG   | 80 | 80 | 36.4 | 6.1  | 12.6 | .484 | 1.8 | 4.6 | .389 | 2.9 | 3.8  | .765 | 1.1 | 2.7 | 3.8  | 3.1 | 2.0 | 0.7 | 1.8 | 2.1 | 16.9 |
| 2  | Shaquille O'Neal | 25   | C    | 60 | 57 | 36.3 | 11.2 | 19.1 | .584 | 0.0 | 0.0 |      | 6.0 | 11.4 | .527 | 3.5 | 7.9 | 11.4 | 2.4 | 0.7 | 2.4 | 2.9 | 3.2 | 28.3 |
| 3  | Rick Fox         | 28   | SF   | 82 | 82 | 33.0 | 4.4  | 9.4  | .471 | 1.0 | 3.2 | .325 | 2.1 | 2.8  | .743 | 1.0 | 3.4 | 4.4  | 3.4 | 1.2 | 0.6 | 2.5 | 3.8 | 12.0 |
| 4  | Nick Van Exel    | 26   | PG   | 64 | 46 | 32.1 | 4.9  | 11.6 | .419 | 1.9 | 4.9 | .389 | 2.1 | 2.7  | .791 | 0.5 | 2.5 | 3.0  | 6.9 | 1.0 | 0.1 | 1.6 | 1.9 | 13.8 |
| 5  | Robert Horry     | 27   | PF   | 72 | 71 | 30.4 | 2.8  | 5.8  | .476 | 0.3 | 1.3 | .204 | 1.6 | 2.3  | .692 | 2.6 | 4.9 | 7.5  | 2.3 | 1.6 | 1.3 | 1.4 | 3.3 | 7.4  |
| 6  | Kobe Bryant      | 19   | SF   | 79 | 1  | 26.0 | 4.9  | 11.6 | .428 | 0.9 | 2.8 | .341 | 4.6 | 5.8  | .794 | 1.0 | 2.1 | 3.1  | 2.5 | 0.9 | 0.5 | 2.0 | 2.3 | 15.4 |
| 7  | Elden Campbell   | 29   | PF   | 81 | 28 | 22.0 | 3.6  | 7.7  | .463 | 0.0 | 0.0 | .500 | 2.9 | 4.2  | .693 | 1.8 | 3.9 | 5.6  | 1.0 | 0.4 | 1.3 | 1.4 | 2.6 | 10.1 |
| 8  | Derek Fisher     | 23   | PG   | 82 | 36 | 21.5 | 2.0  | 4.6  | .434 | 0.4 | 1.0 | .383 | 1.4 | 1.9  | .757 | 0.5 | 1.9 | 2.4  | 4.1 | 0.9 | 0.1 | 1.5 | 1.5 | 5.8  |
| 9  | Corie Blount     | 29   | PF   | 70 | 3  | 14.7 | 1.5  | 2.7  | .572 | 0.0 | 0.1 | .000 | 0.6 | 1.1  | .500 | 1.6 | 2.6 | 4.3  | 0.5 | 0.4 | 0.4 | 0.7 | 2.2 | 3.6  |
| 10 | Sean Rooks       | 28   | C    | 41 | 1  | 10.4 | 1.1  | 2.5  | .455 | 0.0 | 0.0 |      | 1.1 | 1.9  | .595 | 1.1 | 1.8 | 2.9  | 0.6 | 0.0 | 0.6 | 0.5 | 1.7 | 3.4  |
| 11 | Mario Bennett    | 24   | PF   | 45 | 4  | 7.9  | 1.8  | 3.0  | .593 | 0.0 | 0.0 | .500 | 0.4 | 1.0  | .364 | 1.3 | 1.5 | 2.8  | 0.4 | 0.4 | 0.2 | 0.5 | 1.4 | 3.9  |
| 12 | Jon Barry        | 28   | SG   | 49 | 1  | 7.6  | 0.8  | 2.1  | .365 | 0.4 | 1.2 | .295 | 0.6 | 0.6  | .931 | 0.2 | 0.6 | 0.8  | 1.0 | 0.5 | 0.1 | 0.4 | 0.7 | 2.5  |
| 13 | Shea Seals       | 22   | SG   | 4  | 0  | 2.3  | 0.3  | 2.0  | .125 | 0.0 | 0.8 | .000 | 0.5 | 1.0  | .500 | 0.8 | 0.3 | 1.0  | 0.0 | 0.3 | 0.0 | 0.0 | 0.3 | 1.0  |

### Playoffs
| Rk | Jugador          | Edad | Pos. | P  | PT | MP   | TC   | TCI  | %TC  | T3  | T3I | %T3  | TL  | TLI  | %TL   | RO  | RD  | RT   | AS  | RB  | TAP | BP  | FP  | PTS  |
| -- | ---------------- | ---- | ---- | -- | -- | ---- | ---- | ---- | ---- | --- | --- | ---- | --- | ---- | ----- | --- | --- | ---- | --- | --- | --- | --- | --- | ---- |
| 1  | Shaquille O'Neal | 25   | C    | 13 | 13 | 38.5 | 12.2 | 19.8 | .612 | 0.0 | 0.0 |      | 6.2 | 12.2 | .503  | 3.7 | 6.5 | 10.2 | 2.9 | 0.5 | 2.6 | 3.3 | 3.2 | 30.5 |
| 2  | Eddie Jones      | 26   | SG   | 13 | 13 | 36.6 | 5.3  | 11.4 | .466 | 1.5 | 3.7 | .417 | 4.8 | 5.8  | .829  | 0.9 | 3.0 | 3.9  | 2.5 | 2.0 | 1.6 | 1.3 | 2.8 | 17.0 |
| 3  | Rick Fox         | 28   | SF   | 13 | 13 | 32.9 | 3.9  | 8.8  | .447 | 1.6 | 4.1 | .396 | 1.5 | 1.8  | .826  | 1.4 | 3.1 | 4.5  | 3.9 | 0.8 | 0.2 | 1.6 | 3.6 | 10.9 |
| 4  | Robert Horry     | 27   | PF   | 13 | 13 | 32.5 | 3.0  | 5.4  | .557 | 0.5 | 1.3 | .353 | 2.2 | 3.2  | .683  | 2.6 | 3.8 | 6.5  | 3.1 | 1.1 | 1.1 | 1.4 | 3.5 | 8.6  |
| 5  | Nick Van Exel    | 26   | PG   | 13 | 0  | 28.2 | 3.8  | 11.6 | .331 | 1.7 | 5.4 | .314 | 2.2 | 3.1  | .725  | 0.7 | 1.8 | 2.5  | 4.2 | 0.6 | 0.1 | 1.7 | 2.3 | 11.6 |
| 6  | Derek Fisher     | 23   | PG   | 13 | 13 | 21.4 | 2.1  | 5.2  | .397 | 0.5 | 1.5 | .300 | 1.4 | 2.2  | .621  | 0.2 | 1.8 | 1.9  | 3.8 | 1.3 | 0.0 | 1.2 | 2.5 | 6.0  |
| 7  | Kobe Bryant      | 19   | SF   | 11 | 0  | 20.0 | 2.8  | 6.9  | .408 | 0.3 | 1.3 | .214 | 2.8 | 4.1  | .689  | 0.6 | 1.3 | 1.9  | 1.5 | 0.3 | 0.7 | 1.0 | 2.5 | 8.7  |
| 8  | Corie Blount     | 29   | PF   | 12 | 0  | 17.4 | 1.0  | 2.0  | .500 | 0.0 | 0.0 |      | 0.6 | 0.9  | .636  | 2.0 | 3.3 | 5.3  | 0.6 | 0.5 | 0.3 | 0.3 | 2.3 | 2.6  |
| 9  | Elden Campbell   | 29   | PF   | 13 | 0  | 13.8 | 1.8  | 3.9  | .451 | 0.0 | 0.0 |      | 1.7 | 2.6  | .647  | 1.3 | 2.2 | 3.5  | 0.6 | 0.2 | 0.9 | 1.0 | 2.1 | 5.2  |
| 10 | Sean Rooks       | 28   | C    | 4  | 0  | 2.8  | 0.5  | 1.5  | .333 | 0.0 | 0.0 |      | 0.0 | 0.0  |       | 0.3 | 0.0 | 0.3  | 0.0 | 0.0 | 0.8 | 0.0 | 0.5 | 1.0  |
| 11 | Jon Barry        | 28   | SG   | 7  | 0  | 2.6  | 0.0  | 1.1  | .000 | 0.0 | 0.7 | .000 | 0.0 | 0.0  |       | 0.0 | 0.3 | 0.3  | 0.0 | 0.1 | 0.0 | 0.0 | 0.1 | 0.0  |
| 12 | Mario Bennett    | 24   | PF   | 4  | 0  | 2.5  | 0.3  | 0.5  | .500 | 0.0 | 0.0 |      | 0.5 | 0.5  | 1.000 | 0.5 | 1.0 | 1.5  | 0.0 | 0.0 | 0.3 | 0.0 | 0.5 | 1.0  |

## Galardones y récords
| Jugador          | Galardón                                        |
| Shaquille O'Neal | Mejor quinteto de la NBA All-Star               |
| Eddie Jones      | 2.º Mejor quinteto defensivo de la NBA All-Star |
| Kobe Bryant      | All-Star                                        |
| Nick Van Exel    | All-Star                                        |